# UA (가수)
UA (우아, 1972년 3월 11일 ~)는 일본의 가수이다. 1995년, 스피드스타 레코드를 통해 발매한 싱글 〈Horizon〉으로 데뷔했다.

## 생애
오사카부 스이타시에서 태어났다. 단기대학 졸업 후인 1995년, 싱글 〈Horizon〉으로 데뷔했다. 2000년에는 블랭키 젯 시티의 아사이 겐이치와 밴드 아지코(AJICO)를 결성했다.
또, 주연을 맡은 영화 물의 여자가 2002년 10월에 개봉했다.

## 출연

### 영화
- 《물의 여자》 (2002년)
- 《대일본인》 (2007년)